# Jan Kaleta
Jan Kaleta (Rabka, Polônia, 18 de maio de 1950) é um sacerdote católico com o título de monsenhor nascido na Polônia e naturalizado brasileiro.
Atualmente é pároco da Paróquia Nossa Senhora de Fátima no bairro da Pechincha, no Rio de Janeiro e também vigário episcopal do Vicariato Episcopal Jacarepaguá.

## Biografia
Foi batizado na Igreja de Santa Maria Madalena, tendo como padrinhos o amigo de seu pai, Szczepan Skomra, que hoje é dirigente do partido clandestino que luta contra o comunismo, o Armia Krajowa (AK); e como madrinha, sua tia Sofia. Recebeu o nome de Jan (traduzido para o português: João Batista.)
Em 1997, Kaleta foi responsável pela casa onde ficou o Papa João Paulo II, durante sua última visita ao Brasil.
Anteriormente, de 1975 a 1984, atuou como vigário auxiliar na Arquidiocese de Cracóvia, período em que trabalhou sob a liderança de Karol Wojtyła, então arcebispo da cidade, antes de sua eleição como Papa.
Em 1989, como pároco da Paróquia Nossa Senhora da Apresentação, a igreja mais antiga do estado do Rio de Janeiro, inaugurou os sinos novos com a presença do cardeal Eugênio Sales, então arcebispo da arquidiocese.